# Jásztelek, Jász-Nagykun-Szolnok
Jásztelek  este un sat în districtul Jászberény, județul Jász-Nagykun-Szolnok, Ungaria, având o populație de 1.655 de locuitori (2011). 

## Demografie
Componența etnică a satului Jásztelek
     Maghiari (89,8%)
     Romi (9,79%)
     Alții (0,41%)
Componența confesională a satului Jásztelek
     Romano-catolici (69,49%)
     Fără religie (9,55%)
     Reformați (5,26%)
     Necunoscută (14,92%)
     Atei (0,79%)
     Alte religii (0,54%)
Conform recensământului din 2011, satul Jásztelek avea 1.655 de locuitori. Din punct de vedere etnic, majoritatea locuitorilor (89,8%) erau maghiari, cu o minoritate de romi (9,79%).  Din punct de vedere confesional, majoritatea locuitorilor (69,49%) erau romano-catolici, existând și minorități de persoane fără religie (9,55%) și reformați (5,26%). Pentru 14,92% din locuitori nu este cunoscută apartenența confesională.